# Friesenhofen (Buch)
Friesenhofen ist ein Ortsteil des Marktes Buch im schwäbischen Landkreis Neu-Ulm.

## Geographie
Der Weiler Friesenhofen liegt vier Kilometer östlich des Gemeindezentrums und ist mit diesem über die Staatsstraßen 2018 und 2020 sowie über Gemeindestraßen verbunden.

## Geschichte
Friesenhofen war ein Ortsteil der Gemeinde Christertshofen und wurde mit dieser am 1. Mai 1978 in den Markt Buch eingegliedert.